# 水域 (小説)
『水域』（すいいき）は、椎名誠による小説。はじめは短編として書かれたが、後に長編に書き直された。長編版は、『武装島田倉庫』、『アド・バード』とともに椎名SF三部作に数えられる。映画化も予定されていたが、同時期に設定のよく似たハリウッド映画『ウォーターワールド』の公開が発表されたため、断念した。

## 短編

### あらすじ
陸地のほとんどが水に覆われた世界。人々は各自の船に乗って漂流をしながら生活していた。ある朝目を覚ました「私」は、ある異変に気づいた。昨日の晩、船は浮き島にもやっていたのに、いつの間にか船が流れ出している。その浮き島には、昨晩ががいも酒を酌み交わした男がいた。そして、分水処理機がなくなっていた。ここで、「私」は自分が寝ている間に、男が分水処理機を奪い、もやい綱を解いたことを悟る。しばらく漂流するうちに、「私」は島らしきものを見つけた。この世界で陸地は極めて珍しいものだ。しかしその島に近づいてみると、それはただの流木の集合体だということが分かった。周りには強い水流があり、「私」の船はそれに吸い寄せられてしまった。何度も脱出を試みるが、水流に引き戻されてしまう……。